# Исламгалеев, Мударис Абдуллович
Муда́рис Абду́ллович Исламгале́ев (род. 1945) — новатор в производстве, токарь ОАО «КамАЗ».

## Биография
Родился 25 октября 1945 года в селе Олуяз Кукморского района Республики Татарстан. Татарин.
Жил в городе Душанбе (Таджикистан), в 1966 году окончил Душанбинский политехнический техникум. Работал на промышленных предприятиях Душанбе, Магадана, Кировской и Полтавской областей.
С 1972 года живет и работает в городе Набережные Челны, куда приехал на Всесоюзную Ударную комсомольскую стройку. Работал токарем цеха нестандартного оборудования ремонтно-инструментального завода (РИЗ) Камского объединения по производству большегрузных автомобилей. Участвовал в строительстве завода, возглавлял комплексную бригаду по монтажу оборудования. Работал над изготовлением деталей для первых автомобилей «КамАЗ». Выполнял плановые задания на 190—200 %, обучил своей профессии несколько групп, завоевал право (1975) сдавать продукцию с первого предъявления. Победитель социалистического соревнования за право сборки 1-го автомобиля «КамАЗ» (1976).
Работал бригадиром токарей на станкостроительном заводе (с 1986), с 1987 года — в научно-техническом центре. С 2001 года трудится в АО «Камазинструментспецмаш» КамАЗа.
Находится на пенсии, живет в городе Набережные Челны.

## Награды и Звания
- Указом Президиума Верховного Совета СССР от 15 апреля 1977 года за выдающиеся успехи, достигнутые при сооружении первой очереди Камского комплекса по производству большегрузных автомобилей Исламгалееву Мударису Абдулловичу присвоено звание Героя Социалистического Труда с вручением ордена Ленина и золотой медали «Серп и Молот».
- Награждён орденами Ленина, Трудового Красного Знамени, медалями.
- Почётный гражданин города Набережные Челны (1999).
- Признан «Лучшим по профессии» Минавтопрома СССР (1977).
- Имя Исламгалеева занесено в «Летопись трудовой славы СССР», 1976—1980.

## Память
- Занесён в книгу Почёта ПО «КамАЗ» (1987).
- Ему посвящена книга Д. Калимуллина «Чаткылар» («Искры». Казань, 1979).